# Leonard Froese
Leonhard Froese (n. 9 de febrero de 1924 en Zaporizhia, Ucrania - f. 9 de diciembre de 1994 en Marburgo, Alemania) fue un pedagogo ucraniano-alemán.
Froese dirigió el Departamento especial de Educaciónled en la Philipps-Universität de la universidad de Marburgo centrándose en la educación histórica, la educación comparativa y las políticas educativas.
Fue el fundador y líder de la investigación de la educación comparativa.